# Барбони, Леонида
Леони́да Барбо́ни (итал. Leonida Barboni; 23 ноября 1909, Фьюмината, Марке, Италия — 6 ноября 1970, Рим, Лацио, Италия) — итальянский кинооператор.

## Биография
Работал репортёром в США. Снимал документальные фильмы, пока в 1942 году не дебютировал в игровом кино («Девушка с другого берега»). работал с такими режиссёрами как: Эдуардо де Филиппе, Ренато Кастеллани, Мауро Болоньини, Карло Лидзани, Пьетро Джерми, Марио Моничелли, Альберто Латтуада, Луиджи Дзампа и другими.

## Избранная фильмография

### Оператор
- 1942 — Девушка с другого берега / La fanciulla dell'altra riva
- 1943 — Принцесса / Principessina
- 1943 —  / Il treno crociato
- 1943 — Тишина, идет съемка! / Silenzio, si gira!
- 1945 —  / L'ippocampo
- 1949 — Во имя закона / In nome della legge (в советском прокате «Под небом Сицилии»)
- 1950 — Августовское воскресенье / Domenica d'agosto
- 1950 — Маргерита да Кортона / Margherita da Cortona
- 1950 — Дорога надежды / Il cammino della speranza
- 1950 —  / Il diavolo in convento
- 1951 — К чёрту славу / Al diavolo la celebrità
- 1951 — Здравствуй, Бог / Hello God
- 1951 — Филумена Мартурано / Filumena Marturano
- 1952 — Красные рубашки / Camicie rosse
- 1952 — Белый шейх / Lo sceicco bianco
- 1952 — Президентша / La presidentessa
- 1952 — Девушки на выданье / Ragazze da marito
- 1952 — Разбойник с Такка дель Лупо / Il brigante di Tacca del Lupo
- 1953 — Очаровательный противник / L'incantevole nemica
- 1953 — Неаполитанцы в Милане / Napoletani a Milano
- 1953 — Ревность / Gelosia
- 1954 — Анджела / Angela
- 1954 — Начальная школа / Scuola elementare
- 1955 — Великая надежда / La grande speranza
- 1955 — Адриана Лекуврёр / Adriana Lecouvreur
- 1956 — Машинист / Il Ferroviere
- 1957 — Отцы и сыновья / Padri e figli
- 1957 — Мечты в ящике / I sogni nel cassetto
- 1958 —  / Ladro lui, ladra lei
- 1958 — Бесхарактерный мужчина / L'uomo di paglia
- 1959 — Ад посреди города / Nella città l'inferno
- 1959 — Проклятая путаница / Un maledetto imbroglio
- 1959 — Большая война / La grande guerra
- 1960 — Улица Маргутта / Via Margutta
- 1960 — Смех Джойи / Risate di gioia
- 1960 — Уличный регулировщик / Il vigile
- 1960 — Горбун / Il gobbo
- 1961 — Бездорожье / La viaccia
- 1961 — Король Поджореале / Il re di Poggioreale
- 1961 — Трудная жизнь / Una vita difficile (в советском прокате «Журналист из Рима»)
- 1961 — Развод по-итальянски / Divorzio all'italiana
- 1961 — Итальянки и любовь / Le italiane e l'amore
- 1962 — Беспорядок / Il disordine
- 1962 — Пленённый город / La città prigioniera
- 1962 — Веронский процесс / Il processo di Verona
- 1963 — Растление / La corruzione
- 1964 — Лиола / Liolà
- 1964 — Опасная любовь / Amori pericolosi
- 1964 — Антисекс / Controsesso
- 1965 — Куколки / Le bambole
- 1965 — Дева озера / La donna del lago
- 1966 — Эль Греко / El Greco
- 1966 — За Лисом / Caccia alla volpe
- 1966 — Ведьма / La strega in amore
- 1966 — Феи / Le fate
- 1966 — Приятные ночи / Le piacevoli notti
- 1967 — Авантюрист / L'avventuriero
- 1968 — Травиата / La traviata
- 1968 — Ангельский секс / Il sesso degli angeli
- 1968 — Бора Бора / Bora Bora
- 1971 — Певичка / Tre donne - La sciantosa (ТВ)
- 1971 — 1943: Встреча / Tre donne - 1943: Un incontro (ТВ)
- 1972 — Шёл год благодарения 1870 / Correva l'anno di grazia 1870 (ТВ)